# Decalina
A decalina ou deca-hidro naftaleno é o hidrocarboneto bi-cíclico, não-aromático, de fórmula química C10H18 obtido pela hidrogenação do naftaleno (C10H8) com 5 moléculas de H2 (ou seja, 10 hidrogênios):
naftaleno + 5 H2 → decalina